# Надулкі
Надулкі (пол. Nadułki) — село в Польщі, у гміні Бульково Плоцького повіту Мазовецького воєводства.
Населення — 192 особи (2011).
У 1975-1998 роках село належало до Плоцького воєводства.

## Демографія
Демографічна структура станом на 31 березня 2011 року:
|          | Загалом | Допрацездатний вік | Працездатний вік | Постпрацездатний вік |
| -------- | ------- | ------------------ | ---------------- | -------------------- |
| Чоловіки | 89      | 21                 | 60               | 8                    |
| Жінки    | 103     | 23                 | 55               | 25                   |
| Разом    | 192     | 44                 | 115              | 33                   |